# Minor López
Minor López Campollo, né le 1er février 1987 à Quetzaltenango au Guatemala, est un footballeur international guatémaltèque, qui évolue au poste d'attaquant. 
Il dispute une Gold Cup avec l'équipe du Guatemala, en 2015. Il participe également à deux Copa Centroamericana, en 2009 et 2013.

## Biographie

### Carrière internationale
Minor López est convoqué pour la première fois par le sélectionneur national Benjamín Monterroso pour un match des éliminatoires de la Coupe du monde 2010 contre les États-Unis le 19 novembre 2008. Il entre à la 74e minute à la place de Mario Acevedo (défaite 2-0). Par la suite, le 25 janvier 2009, il inscrit son premier but en sélection face au Costa Rica, lors de la Coupe UNCAF 2009 (défaite 3-1).
Il compte 42 sélections et 7 buts avec l'équipe du Guatemala depuis 2008.

## Statistiques

### Buts en sélection
Le tableau suivant liste les résultats de tous les buts inscrits par Minor López avec l'équipe du Guatemala.